# Лехтма
Ле́хтма (эст. Lehtma) — деревня в волости Хийумаа уезда Хийумаа, Эстония.
В 1991—2013 годах входила в состав волости  Хийу (упразднена), c 2013 года до административной реформы местных самоуправлений Эстонии 2017 года — в состав волости Кыргессааре (упразднена).

## География и описание
Расположена на северном берегу острова Хийумаа, в 9 км от волостного и уездного центра — города Кярдла. Высота над уровнем моря — 23  метра.

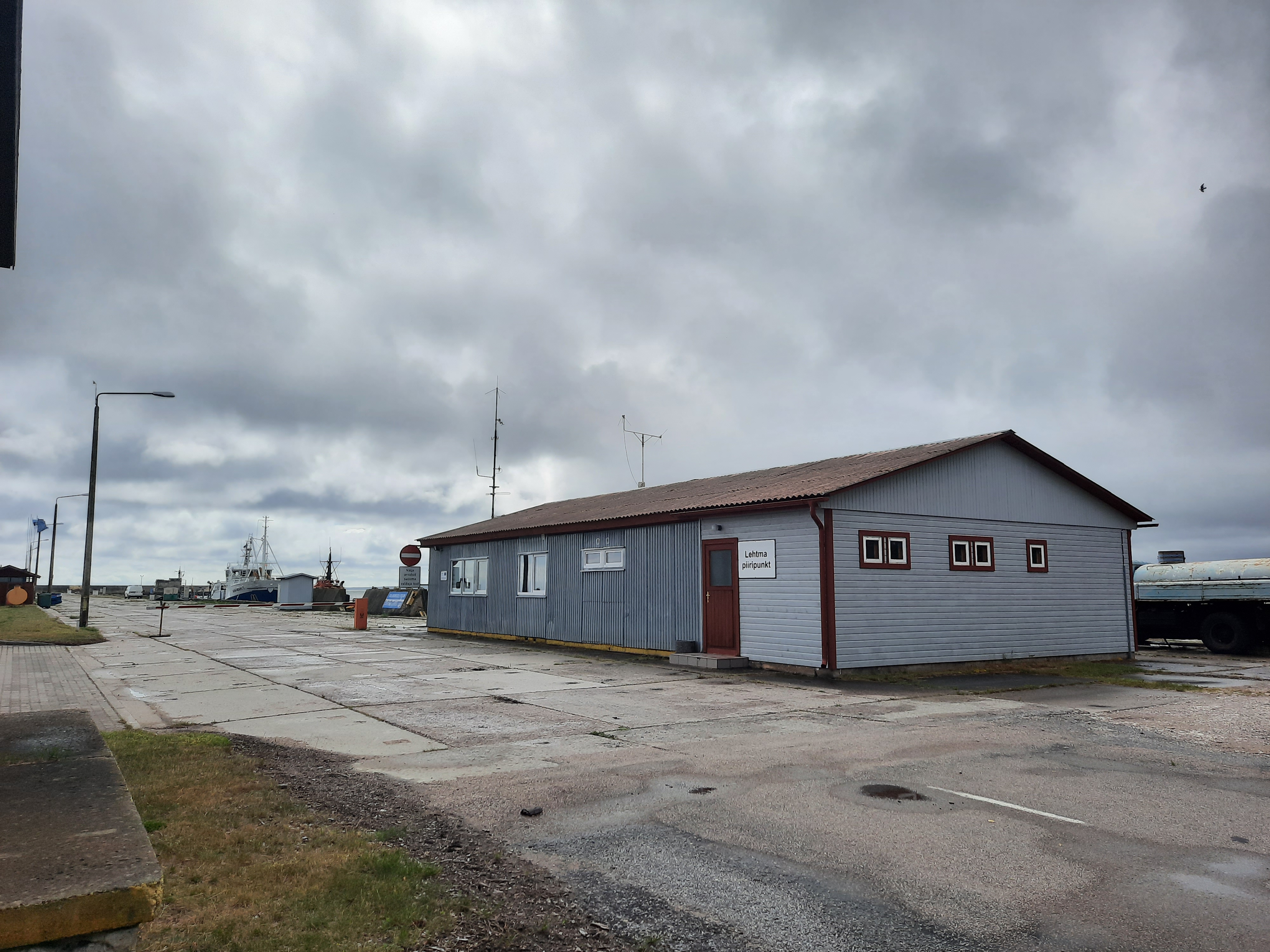
Контора порта Лехтма

В деревне работает порт Лехтма. В настоящее время в порту имеется 7 причалов общей протяжённостью 532 метра. Наибольшая глубина воды у причала: 5,5 метра. Наибольшие возможные размеры судна: длина 130 м, ширина 16,5 м, осадка 4,2 м. Порт в основном обслуживает рыболовецкие и торговые суда и является родным портом для судов предприятия «Хийу Калур».
Бо́льшую часть территории деревни занимает заповедник Тахкуна. В деревне расположены озёра Сууръярв (Лехтма Сууръярв, площадь 18,6 га) и Пыхьяту (площадь 0,3 га). В деревне также находится охраняемый государством ледниковый валун Тахкуна  (магматит-гранит, размеры 11,0 x 8,0 x 4,0 м, охват около 31 м).
Климат умеренный. Официальный язык — эстонский. Почтовый индекс — 92219.

## Население
По переписи населения 2021 года, в Лехтманасчитывалось 3 жителя, все — эстонцы.
По данным переписи населения 2011 года, в деревне постоянных жителей не было.
Численность населения деревни Лехтма:
| Год  | 2000 | 2011 | 2021 |
| ---- | ---- | ---- | ---- |
| Чел. | 2    | ↘ 0  | ↗ 3  |

## История
В источниках 1811 и 1816 годов упоминается Lechtma Andrus, 1834 года — Lechtma Andrus, Lechtma Peter, 1844 года — Lehtma, 1855 года — Lähtma. Официальный статус деревни Лехтма получила в 1997 году. 
Во времена Российской империи в Лехтма была построена 6-дюймовая береговая батарея Морской крепости императора Петра Великого и узкоколейная железная дорога из порта Лехтма в порт Тахкуна. Так как остров Хийумаа отсутствовал в первоначальном плане строительства, масштабные работы здесь начались только в 1916 году, и некоторые сооружения остались незавершёнными.
В октябре 1939 года, согласно пакту о взаимопомощи между СССР и Эстонией, на Хийумаа через порт Хелтермаа стали прибывать советские военные, а также строители. В военно-строительных частях насчитывалось около 2500 человек, к оплачиваемой работе также были привлечены как местные, так и приезжие строители. Были реконструированы порты в Лехтма и Хелтермаа, заново проведена узкоколейная дорога из Лехтма в Тахкуна. Для аэродромов было выделено пять участков земли, но успели ввести в строй только два травяных лётных поля. В Лехтма находился один из 11 советских военных городков Хийумаа. К началу Великой Отечественной войны больша́я часть оборонительных сооружений не была достроена; на Хийумаа вместе с пограничниками насчитывалось около 5500 советских военных, из них около половины — строители с минимальной военной выучкой. В результате принудительной мобилизации в Ленинград было вывезено около тысячи хийумаасцев, а на остров с материка прибыли воины истребительных батальонов, советские активисты и небольшое число военных с острова Сааремаа. Материковая Эстония была окупирована немцами в конце августа, на Хийумаа советская власть длилась на полтора месяца дольше. Фактически Хийумаа находился в блокаде, единственной точкой связи с материком был судоходный путь в Ханко. 2000 военнослужащих затем были вывезены на Ленинградский фронт. Во время войны многочисленных немецких воинских частей на Хийумаа не было и ничего капитального не было построено.
В протоколе рабочей группы по советским памятникам при Госканцелярии Эстонии (РГСП) от 30 ноября 2022 года упоминается сохранившийся на территории Лехтма советский военный плац, который РГСП оценила как «нейтральный памятник», т. е. не подлежащий обязательному демонтажу. На плацу сохранилась кирпичная стена с контурным изображением Советского Союза и надписью «СССР», которую владелец земли имеет право удалить, как и другую символику советской власти (см. Список советских военных памятников Эстонии).

## Происхождение топонима
Название деревни произошло от эстонских слов leht («лист») и maa («земля»): ранее здесь находилось лесничество.

## Комментарии
1. ↑  Эстонские топонимы, оканчивающиеся на -а, не склоняются и не имеют женского рода (исключение — Нарва)[11].